# Toscanelli (Mondkrater)
Toscanelli ist ein Einschlagkrater auf der nordwestlichen Mondvorderseite in der Ebene des Oceanus Procellarum.
Er liegt südwestlich des Kraters Krieger und nördlich des großen Strahlenkraters Aristarchus, am südlichen Ende einer Rille der Rimae Aristarchus. Südlich verläuft in nordsüdlicher Richtung die Furche Rupes Toscanelli.
Der Krater wurde 1976 von der IAU nach dem italienischen Arzt, Mathematiker, Astronomen und Kartografen Paolo dal Pozzo Toscanelli offiziell benannt.